# 은비늘이끼과
은비늘이끼과(Gymnomitriaceae)는 망울이끼목에 속하는 우산이끼류과의 하나이다.

## 하위 속
| - Acrolophozia - Cryptocoleopsis - 은비늘이끼속 (Gymnomitrion) - 양끝통이끼속 (Marsupella) - Nanomarsupella | - Nardia - Paramomitrion - Poeltia - Prasanthus |

## 갤러리

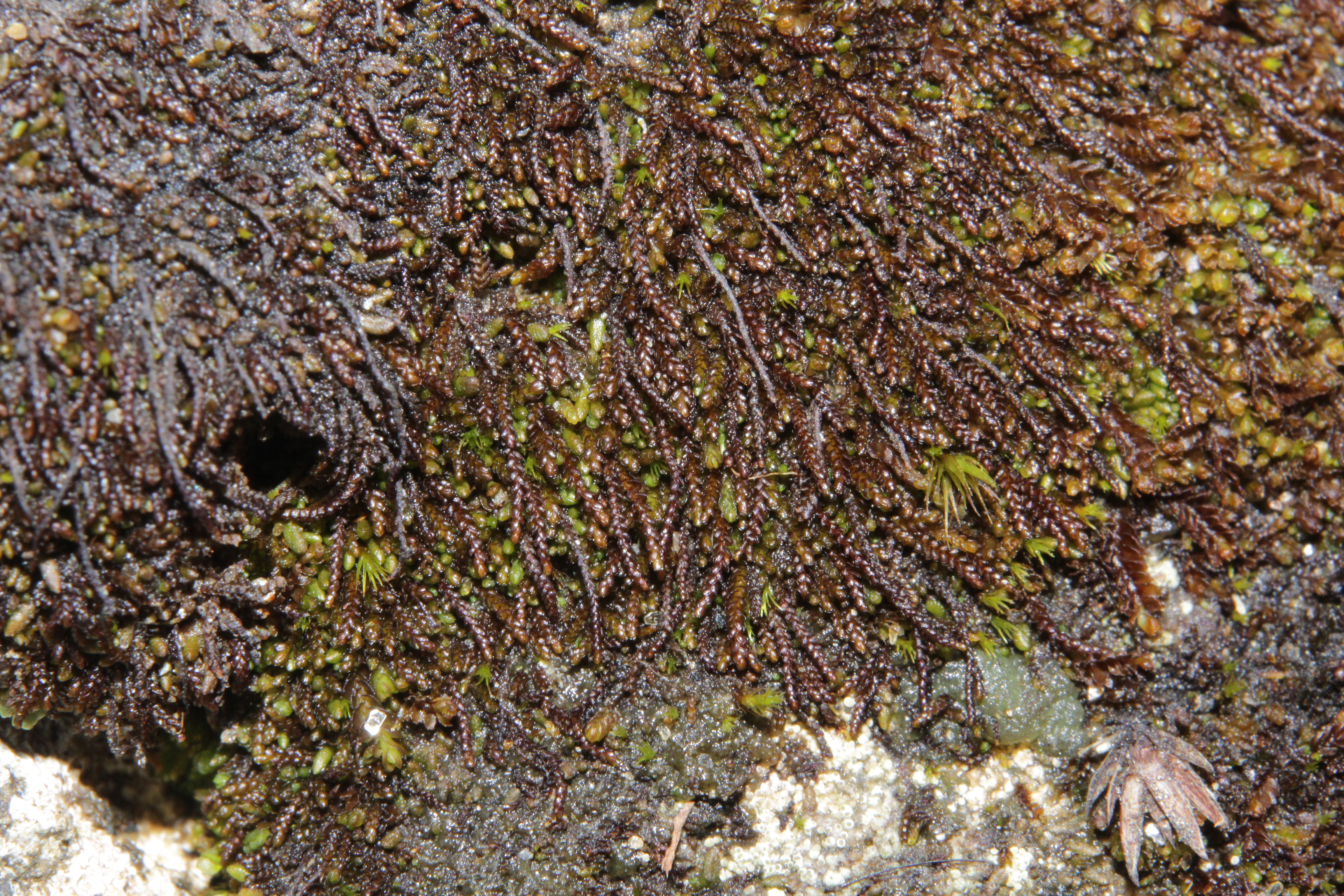
빨간양끝통이끼 (G. commutatum)
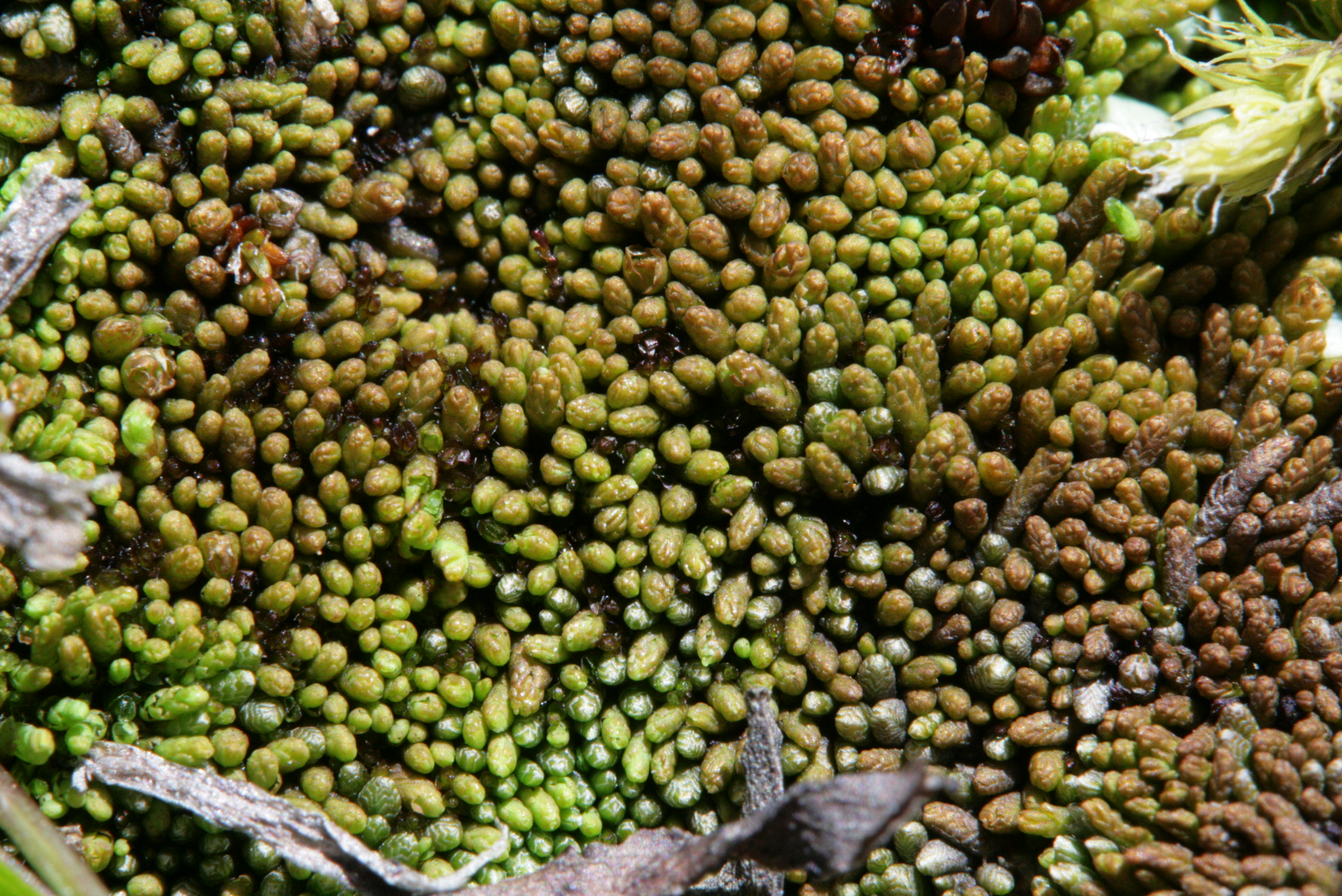
산호이끼 (G. concinnatum)
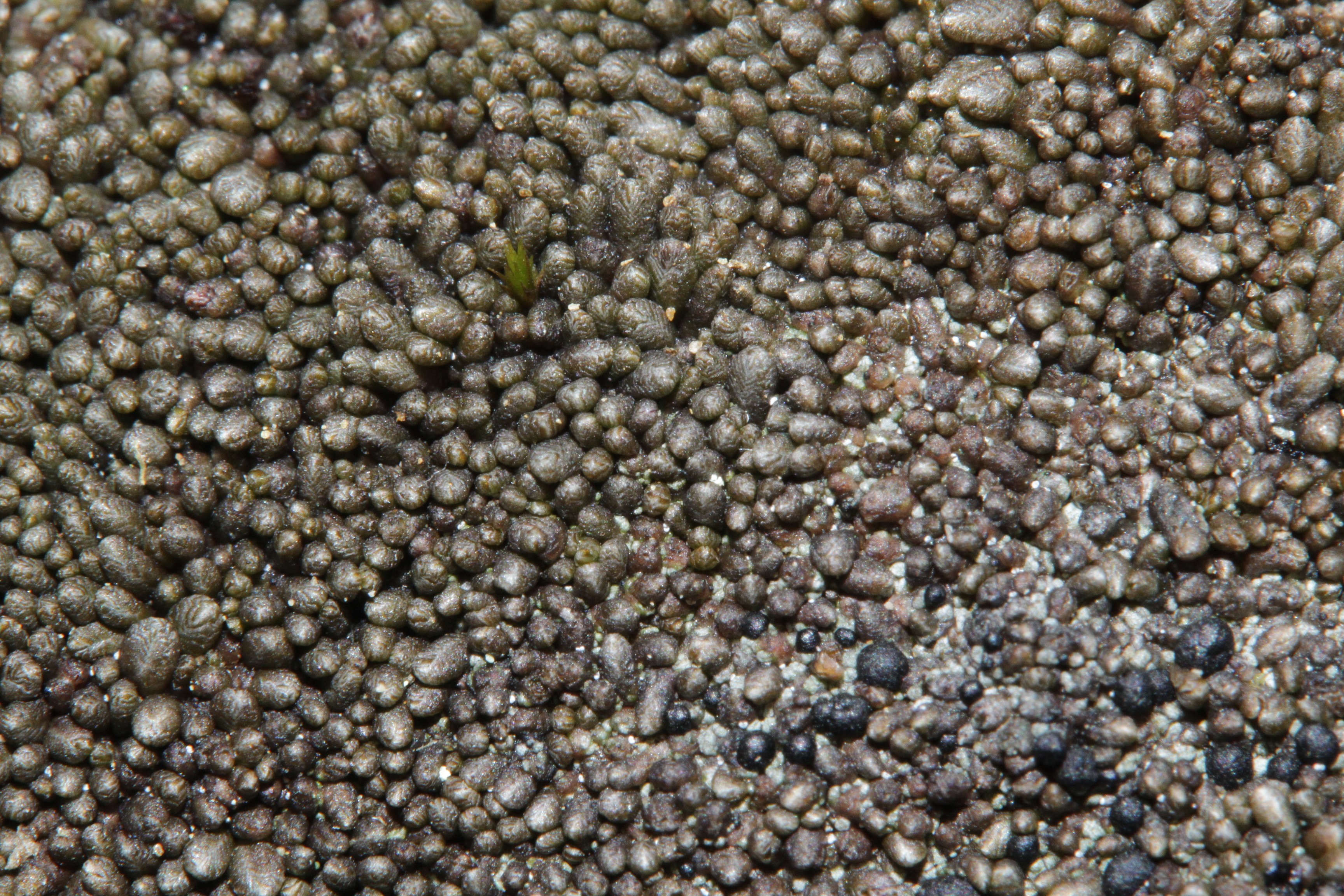
은비늘이끼 (G. corallioides)